# Funicolare di Saint-Vincent
La funicolare di Saint-Vincent è una breve funicolare che collega il centro abitato di Saint-Vincent (piazza 28 aprile) con lo stabilimento termale "Fons Salutis".

## Storia
Costruita e inizialmente gestita dall'ingegnere Diatto, la funicolare venne inaugurata il 15 luglio 1900.
Venne completamente ricostruita fra il 1969 e il 1971, sostituendo le vetture d'origine con altre più moderne. Una delle due vetture d'origine era conservata al Museo dei trasporti Ogliari a Ranco. Dopo la chiusura del Museo Ogliari è stata demolita per usura.   
L'attuale funicolare, un ascensore inclinato della Leitner, è del 2005.

## Caratteristiche
Si tratta di un impianto lungo 231 metri (in orizzontale) che supera un dislivello di 63 metri. A causa della brevità del percorso, la funicolare fu costruita interamente a doppio binario, e non, come d'uso comune, con un raddoppio a metà percorso.
I binari, a scartamento metrico, sono armati con rotaie Vignoles dal peso di 14,5 kg/m; l'originaria trazione a contrappeso d'acqua fu sostituita nel secondo dopoguerra dalla trazione elettrica.